# Стаховский, Николай Ананьевич

Члены лондонской дипломатической миссии УНР: слева направо сидят. 1 - С. Шафаренко, 3 - М. Меленевский, 4 - Н. Стаховский (председатель), 5 - Я. Олесницкий

Николай Ананьевич Стаховский (укр. Микола Ананійович Стаховський; 22 мая 1879, с. Стетковцы Волынская губерния (ныне Чудновского района, Житомирской области, Украины)
— 7 декабря 1948, Прага) — украинский общественно-политический и дипломатический деятель, врач.

## Биография
В 1904 окончил медицинские курсы в Варшаве. Во время русско-японской войны 1904—1905 годов работал в организации Красного Креста в Мукдене (ныне Шэньян) в Маньчжурии.
В 1906 в Киеве издавал журнал «Боротьба» («Борьба»), орган Украинской социал-демократической рабочей партии.
В 1906—1908 продолжил совершенствоваться в медицине в Париже. В 1909—1917 занимался медицинской практикой, в основном, в Виннице (1909—1914) и Проскурове (ныне г. Хмельницкий) (1914—1917).
В мае 1917 правительством Украинской Центральной Рады был назначен губернским комиссаром Подолья.
28 января 1919 стал первым председателем дипломатической миссии Украинской Народной Республики в Лондоне, куда прибыл в мае 1919 года. Эту должность Н. Стаховский занимал до сентября 1919 года.
После Лондона вернулся к медицинской практике. Недолго работал в Париже (1920—1922) и Берлине (1922—1923); затем, в 1924—1939 — в г. Берегово на Закарпатье и в 1939—1945 — в г. Румбурке в Чехословакии.
Похоронен на Ольшанском кладбище в Праге.